# Ошеана (округ)
Ошеа́на (англ. Oceana County) — округ в штате Мичиган, США. Официально образован в 1840 году. По состоянию на 2010 год, численность населения составляла 26 570 человек.

## География
По данным Бюро переписи США, общая площадь округа равняется 3382,543 км², из которых 1326,081 км² суша и 2056,462 км² или 61 % это водоёмы.

## Население
По данным переписи населения 2010 года в округе проживает 26 570 жителей в составе 10 174 домашних хозяйств и 7 239 семей. Плотность населения составляет 20,00 человек на км2. На территории округа насчитывается 15 944 жилых строений, при плотности застройки около 12,00-ти строений на км2. Расовый состав населения: белые — 83,70 %, афроамериканцы — 0,40 %, коренные американцы (индейцы) — 0,80 %, азиаты — 0,20 %, гавайцы — 0,00 %, представители других рас — 13,70 %, представители двух или более рас — 0,10 %. Испаноязычные составляли 13,70 % населения независимо от расы.
В составе 30,40 % из общего числа домашних хозяйств проживают дети в возрасте до 18 лет, 56,60 % домашних хозяйств представляют собой супружеские пары проживающие вместе, 9,50 % домашних хозяйств представляют собой одиноких женщин без супруга, 28,80 % домашних хозяйств не имеют отношения к семьям, 0,00 % домашних хозяйств состоят из одного человека, 0,00 % домашних хозяйств состоят из престарелых (65 лет и старше), проживающих в одиночестве. Средний размер домашнего хозяйства составляет 2,58 человека, и средний размер семьи 3,04 человека.
Возрастной состав округа: 24,90 % моложе 18 лет, 7,50 % от 18 до 24, 21,50 % от 25 до 44, 29,00 % от 45 до 64 и 29,00 % от 65 и старше. Средний возраст жителя округа 42 лет. На каждые 100 женщин приходится 100,90 мужчин. На каждые 100 женщин старше 18 лет приходится 99,30 мужчин.
Средний доход на домохозяйство в округе составлял 39 043 USD, на семью — 46 816 USD. Среднестатистический заработок мужчины был 21 774 USD против 14 186 USD для женщины. Доход на душу населения составлял 18 065 USD. Около 1,90 % семей и 19,00 % общего населения находились ниже черты бедности, в том числе — 30,40 % молодежи (тех, кому ещё не исполнилось 18 лет) и 11,30 % тех, кому было уже больше 65 лет.